# 東山東村
東山東村（ひがしさんどうむら）は、和歌山県海草郡にあった村。旧名草郡。

## 歴史
- 1889年（明治22年）4月1日：明治大合併の村制施行により名草郡東山東村となる。
- 1896年（明治29年）4月1日：郡の統合により名草郡が海部郡と合併して海草郡となる[1]。
- 1956年（昭和31年）9月1日：市町村合併により西脇町、和佐村、西山東村、安原村、小倉村とともに和歌山市へ編入。

## 交通

### 道路
- 和歌山県道13号和歌山橋本線
- 和歌山県道138号和歌山野上線

### 鉄道
- 和歌山鉄道 山東駅